# Карсакское месторождение нефти
Карсакское месторождение нефти (месторождение Корсак) — месторождение нефти в Атырауской области. Расположено в 130 км юго-востоку г. Атырау, в 18 км от северного побережья Каспийского моря.
Открыто в 1948 году инженером Изтилеуов Багытжаном, выпускник нефтегазового института Москвы. Месторождение находится в структуре трёхкрылого солевого купола. В районе Карсакское месторождение нефти расположены осадочные породы от нижнепермского до верхнего неокомского периода (общая толщина 1800 м), После глубокого бурения, проведённого в 1952— 60, в верхнем и нижнем меловом слое были обнаружены нефтяные горизонты, имеющие важное производственное значение. Западное крыло, богатое нефтью, было разделено на 9 нефтяных горизонтов. Общая толщина нефтяных слоёв 4—32 м. Нефтяные слои сложены осадочными породами. Пропускная способность 1,03—2,34 мкм2, начальное давление в слое 1,8—7,2 МПа, температура 25—35 °С. Плотность нефти 0,826—0933 г/см3. В составе нефти сера 0,1—0,6 %, древесная смола 9—52 %, парафин 0,17—2,19 %. Состав сопутствующих газов: метан 70,4 %, этан 4,2 %, пропан 9,3 %, изобутан 14,4 %, азот 1,1 %, водород 0,3 %. Плотность хлоркальциевого типа вод в слое 1,091—1,67 г/ см3, минерализованность 132,5 —253,6 г/л. Месторождение разрабатывается с 1960.